# 오진숙
오진숙은 도라에몽의 등장인물로, 노진구와 도라에몽의 어머니이다. 일본명은 노비 타마코(일본어: 野比 玉子)이다. 노진구의 천적으로, 노진구가 숙제를 안 할 때마다 화를 내 노진구가 제일 무서워하는 사람이지만, 알고 보면 마음씨가 좋다. 어린시절 밝고 엉뚱한 어린이였는데, 지금도 성격이 밝다. 단지 아들 노진구가 말썽을 부리고 공부도 게을리해서 야단치는 것 뿐이다.
원래는 애완동물 자체를 싫어하지만 나중에는 애완동물을 좋아하게 된다. 비실이 엄마인 이미순과 시비가 붙어 몸싸움을 한적도 있다. 일본명에서 결혼 전 성은 가타오카(片岡)이고 1931년생이다. 어떠한 상황에서는 퉁퉁이, 비실이에게 속아 노진구를 꾸중하려는 경향도 있는데, 실제로 알고보면 오진숙은 노진구를 퉁퉁이 비실이와 협공하여 괴롭게 하는 경우도 가끔 있다.
숙제를 안 하거나 시험에서 0점을 받아오는 노진구를 야단치기 때문에 노진구가 제일 무서워하는 사람(노진구는 선생님, 엄마, 번개 할아버지를 무서워한다.)이지만 실제로는 마음씨가 좋다. 하지만 노진구는 이런 이유로 엄마를 별로 좋아하지 않는다. (아빠도 그리 좋아하는 편은 아니나 엄마보다는 좋아하는 편이다.)
노진구와 도라에몽이 화가가 돼서 부자가 될 수 있던 아빠를 화가가 되게 해드리려고 과거로 갔다가,  화가가 되면 다른 사람하고 결혼해서 모순이 생겨 노진구가 사라지고 노비 가문이 무너지는 것을 알게 되고 오진숙과 어떻게든 사귀도록 해서 1959년 11월 2일, 노석구와 결혼하게 되었다.

## 배우
연극 도라에몽 노비타와 동물혹성 - 사와다 이쿠코

## 성우
1973년, 도라에몽이 후지코 F. 후지오의 원작 매체를 바탕으로 닛폰TV (NTV)에서 방영을 하기 시작했다. 처음 타마코 역을 맡은 성우는 오하라 노리코이다. 그러나 닛폰TV의 사장이 사퇴함에 따라 도라에몽이 종영된다. 그리고 1979년, TV아사히가 도라에몽을 다시 방영하게 된다. 여기서 타마코는 지지마쓰 사치코가 녹음한다. 하지만 성우의 연령 노화 문제로 인하여 오오야마 성우진은 2005년 3월에 끝을 맺는다. 그 후 2005년 4월, 미즈타 성우진이 시작한다. 여기서 타마코는 미츠이시 코토노가 녹음한다.

## 가족 관계
오진숙의 가족은 4명이며, 현재 배우자 남편 노석구와, 노진구, 도라에몽 슬하 2남  두 형제를 두었다.   
노석구 : 현재 배우자이며 , 남편이다.   
노진구 : 장남이며, 첫째아들이며,, 첫째아들인 노진구를 자주 혼내는 편이다.   
도라에몽 : 차남이며, 둘째아들이며 고양이형 로봇이다. (2112년 9월 3일생)   
배우자 노석구
장남 노진구
차남 도라에몽